# Enron
La Enron Corporation è stata una delle più grandi multinazionali statunitensi, operante nel campo dell'energia, e fallita nel 2001.
In seguito il nome è stato modificato in Enron Creditors Recovery Corp. (ECRC) dopo che la United States Bankruptcy Court approvò il piano di riorganizzazione aziendale. La missione della "nuova" società è quella di liquidare i creditori di Enron Corporation.

## Storia
Nel 1985, Houston Natural Gas (società energetica fondata da Kenneth "Ken" Lay) si fonde con Internoth of Nebraska, società di gas naturale di Omaha, una delle maggiori società mondiali di costruzione e di gestione di gasdotti. Dalla fusione di tali aziende nasce Enron. Il core business è l’attività di estrazione, raffinazione, trasporto e distribuzione di petrolio e gas naturale attraverso circa 37.000 miglia di gasdotti.
Attorno al 1987, due dipendenti iniziano ad investire sul mercato del petrolio, apportando ingenti capitali all'azienda. La redditività stranamente alta di tali investimenti non destò sospetti in Ken Lay, che non li punì poiché in grado di apportare liquidi all'azienda. Tuttavia, quando gli investimenti sul petrolio iniziano a procurare perdite (circa 90 milioni di dollari in pochi giorni), i due decidono di nascondere la verità, sebbene per poco: vengono infatti scoperti ed arrestati. Nel corso del 1987 la società Arthur Andersen diventa revisore dei conti di Enron.
A partire dal 1989, Enron inizia a scambiare materie prime sui gas naturali diventando il più grande commerciante di gas naturali del Nord America. Tutto procede tranquillamente fino al 1990, l’anno in cui Jeffrey "Jeff" Skilling viene assunto e messo a capo di una nuova divisione, la Enron Capital and Trade, specializzata in attività di trading e operazioni finanziarie. Skilling comprende le enormi potenzialità derivanti dalla liberalizzazione dei mercati del gas e dell’energia e propone un’idea rivoluzionaria: l’introduzione dei primi contratti a termine per il gas. Contestualmente, Skilling chiede di poter gestire la contabilità tramite il metodo del mark-to-market, inserendo quindi in bilancio potenziali profitti futuri, senza assicurarsi effettivamente quei flussi di cassa. Skilling riforma anche il sistema di gestione del personale: introduce una commissione di valutazione interna, obbligando i dipendenti ad esprimere un giudizio da 1 a 5 sui propri colleghi; ciò porterà ad un licenziamento di circa il 15% dei dipendenti ogni anno. Alcuni analisti definiranno Jeffrey Skilling un "giocatore d'azzardo eccitato dal rischio".
Inizialmente il successo dell’attività di intermediazione porta ad applicare i principi del trading alle attività più disparate: legno, acciaio, trasmissione dati, assicurazioni, media. Crediti inesigibili rientrano progressivamente nell’attività economica della società, che ha tassi di crescita elevatissimi. Nel corso del 1999, a novembre, Enron lancia EnronOnline, il primo sito internet mondiale di trading sulle materie prime.
Il clima euforico della new economy favorisce lo sviluppo. Il core business subisce così un’ulteriore trasformazione spostandosi sempre più verso il risk management ed il mercato dei derivati collegato alle commodities. Enron conosce un periodo d’oro con quotazioni del titolo sempre maggiori; il Financial Times nel 2000 la proclama “azienda energetica dell’anno”.
A dicembre 2000 Enron annuncia che il presidente Jeffrey Skilling prenderà la carica di Amministratore Delegato e Kenneth Lay rimarrà come presidente. Le azioni il 28 dicembre 2000 quotano 84,87 dollari.

## Il crollo
Fra il 2000 ed il 2001, nonostante dai documenti fossero attestati centinaia di milioni di dollari di perdite, gli addetti alla redazione dei bilanci ed i revisori dei conti calcolarono comunque degli utili d'esercizio. Alla domanda (posta a Lay) sulla provenienza di tali profitti, il presidente rispose con una sola parola: "California".
In un articolo pubblicato su Fortune il 5 marzo 2001, intitolato "Is Enron Overpriced?", Bethany McLean ipotizza una quotazione eccessiva di Enron mentre lo stato della California, sempre in marzo, avvia ufficialmente un’inchiesta su presunte manipolazioni del mercato da parte della società e di altri rivenditori di energia. Si scoprirà che Enron aveva (per quasi un anno) volontariamente manipolato la rete elettrica al fine di procurare dei black out, causando un aumento artificiale del prezzo dell'energia. Si stima che lo stato della California perse circa 30 miliardi di dollari a causa dei black out. Con l'elezione di George W. Bush alla Casa Bianca, il quale era in rapporti con Lay e Skilling, si verificò la tendenza del governo federale a non intervenire nello scandalo in California.
Nell'agosto 2001 Sharon Watkins, vicepresidentessa dello sviluppo aziendale di Enron, avverte Lay tramite una lettera anonima di diverse irregolarità contabili. Nonostante il coraggio encomiabile (i dirigenti continuavano senza esitazione a garantire lo stato di ottima salute della società), la Watkins verrà in seguito criticata per non aver sottoposto la questione alle autorità. Il 14 agosto, Jeff Skilling presenta le proprie dimissioni da A.D. dopo aver diretto la società per soli 6 mesi. Anche se la motivazione è ufficialmente di natura personale, non si tratta di un segnale rassicurante per gli investitori. Kennet Lay prende il suo posto, e viene nominato Amministratore Delegato.

Il 22 ottobre la società di Houston annuncia che la Securities and Exchange Commission (SEC) ha iniziato un’inchiesta su un possibile conflitto di interessi legato alle transazioni della società con quelle partnership. Il giorno seguente David Duncan, responsabile di Arthur Andersen per la certificazione del bilancio Enron, ordina la distruzione di tutti i documenti relativi all'azienda. Verrà distrutta una tonnellata di carta, contenente informazioni relative alle attività illecite della Enron. In seguito all'annuncio, e nonostante le continue rassicurazioni di Lay e degli altri dirigenti, gli investitori iniziano a temere che i miliardi provenienti dal mark-to-market fossero una bolla pronta ad esplodere. 

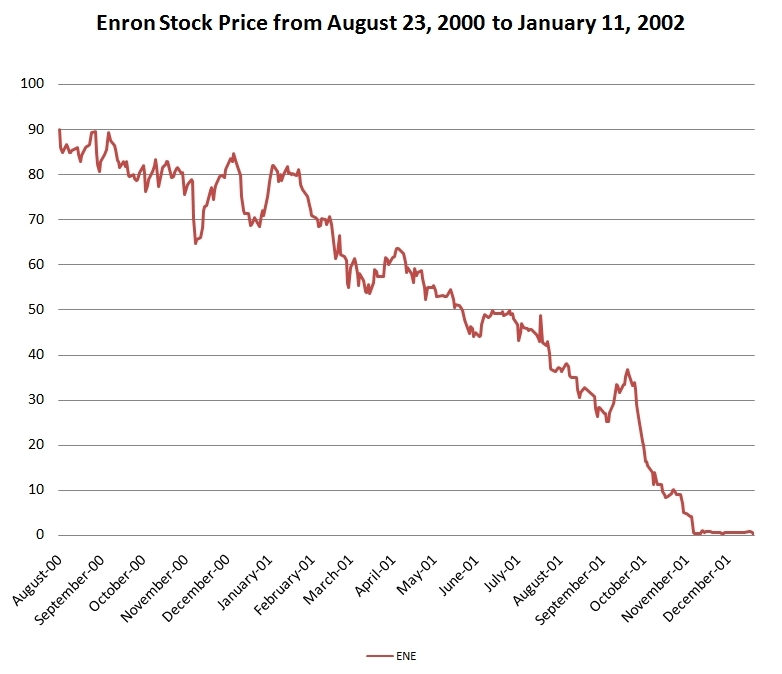
L'andamento del prezzo delle azioni della Enron tra il 23 agosto 2000 e l'11 gennaio 2002

Il 31 ottobre la SEC avvia un procedimento formale contro Enron. Il titolo crolla a Wall Street, e il giorno dopo la società ottiene una linea di credito da un miliardo di dollari da JP Morgan Chase e da Citigroup. Il 6 novembre le quotazioni scendono sotto i 10 dollari, dopo la notizia che la società, in guai finanziari, stava cercando finanziamenti addizionali. I bilanci, nel periodo 1997-2001, vengono rettificati e l’8 novembre viene diffusa una nuova stima dei ricavi, correggendo al ribasso il reddito netto effettivo di 586 milioni di dollari. I debiti passano a 2,6 miliardi di dollari. Il 9 novembre Dynergy Inc. annuncia un accordo per comprare Enron per più di 8 miliardi di dollari in azioni.
Il 15 novembre Kenneth Lay ammette in conferenza stampa che Enron ha effettuato pessimi investimenti per miliardi di dollari. Il 19 novembre la società dichiara che dovrà ripagare un debito per 690 milioni di dollari entro il 26 novembre, a causa dell’abbassamento del proprio credit rating a BBB, rating che manterrà per poco tempo; il 28 novembre, difatti, il credit rating viene retrocesso a junk status: pura e semplice spazzatura. Le preoccupazioni sulla capacità di Enron di far fronte ai propri impegni finanziari fa crollare le azioni al livello più basso in circa 10 anni. I funzionari di Enron e di Dynergy annunciano che la fusione non è in pericolo. Il 26 novembre le azioni scendono del 15% a quota 4,01 dollari.
Il 28 novembre Dinergy si ritira dall’acquisto, le azioni di Enron crollano al di sotto di un dollaro.
Nelle prime ore del mattino del 2 dicembre 2001 la Enron, a meno di quattro mesi dalle dimissioni di Skilling, dichiara bancarotta. La società fa sapere che si sottoporrà spontaneamente alla riorganizzazione secondo il chapter 11, il capitolo del codice fallimentare degli Stati Uniti che descrive appunto la procedura di fallimento, presso il tribunale del Distretto sud di New York. Il giorno dopo vengono licenziati 4.000 dipendenti solo negli Stati Uniti.
Il 12 dicembre JP Morgan Chase fa causa a Enron per recuperare 2,1 miliardi di dollari in asset relativi ad un gruppo di partnership. Il CEO di Arthur Andersen, Joseph Berardino, ammette per la prima volta che la sua società ha commesso errori nel revisionare i conti di Enron, ma sostiene che quest’ultima avrebbe occultato informazioni di cruciale importanza.

## I rapporti con la politica
Nel corso delle indagini si scoprì che la Enron manteneva alto il livello dei suoi redditi anche ottenendo agevolazioni da parte del governo, in cambio di aiuti nelle campagne elettorali o donazioni a numerosi uomini politici in denaro o in pacchetti azionari. Comportamenti di questo tipo erano adottati a vantaggio di esponenti di entrambi i partiti (repubblicano e democratico), nonché del presidente George W. Bush.
Grazie a queste consuetudini la società ottenne numerosi aiuti sotto forma di ammorbidimenti della legislazione contro l'inquinamento. Secondo alcuni analisti, la decisione statunitense di non aderire al protocollo di Kyoto venne probabilmente influenzata anche da pressioni della Enron.

## Le società create dalla Enron
Ad aggravare la situazione contribuì la scoperta della rete di società legate alla Enron che i dirigenti avevano costituito in alcuni paradisi fiscali. Le società erano in totale 881, di cui più di 600 nelle isole Cayman. In questo modo la Enron, teoricamente sottoposta a severi controlli, riuscì a evadere una parte considerevole delle sue tasse e a gonfiare i profitti, mantenendo così stabile il valore delle sue azioni anche nei periodi di crisi.
Un aiuto in queste attività venne fornito dalla Arthur Andersen, una multinazionale statunitense specializzata nella certificazione dei bilanci. Un partner della stessa Andersen, David Duncan, fu accusato nel 2002 di aver distrutto documenti riguardanti alcune delle attività della Enron. Tale vicenda giudiziaria si concluse alla fine di novembre del 2005, quando il Dipartimento di Giustizia americano mise fine alle indagini su Arthur Andersen senza alcun esito.

## Conseguenze del fallimento
Un fallimento di tali proporzioni fu piuttosto grave, ma non tanto da minare l'intera economia degli USA, che nel complesso resse abbastanza bene, benché la Enron avesse accumulato un debito di circa 10 miliardi di dollari, distribuito in varie banche in tutto il mondo e principalmente negli Stati Uniti.
Gli istituti di credito che avevano concesso prestiti alla multinazionale si trovarono in difficoltà ed esercitarono una pressione maggiore su altre società che erano ricorse a loro per avere prestiti e chiedendo di rientrare dei crediti causando il fallimento di alcune, come nel caso della catena di supermercati Kmart.
Numerose società di assicurazione si trovarono inoltre a dover rimborsare delle perdite, crollando e dichiarando bancarotta.
I problemi maggiori si riscontrarono tra gli azionisti e soprattutto tra i dipendenti dell'azienda, che vennero licenziati in massa. Anche i fondi pensione dei dipendenti vennero toccati (gran parte del patrimonio era investito in azioni della stessa Enron), e 20.000 impiegati si ritrovarono senza pensione e assistenza sanitaria, ricevendo un trattamento di fine rapporto pari a 4500 dollari.
Dopo pochi mesi dal fallimento, il governo degli Stati Uniti varò una serie di misure che si configurarono come la più grande riforma del diritto societario dagli anni '30.

## Procedimenti giudiziari
Dopo la bancarotta fraudolenta, il Congresso aprì una commissione d'inchiesta. 32 dirigenti e amministratori vennero rinviati a giudizio e condannati a pene detentive comprese tra i 18 mesi e i 24 anni; alcuni di loro ricevettero degli sconti di pena per aver collaborato con la giustizia.
Il 25 giugno 2006, Ken Lay viene dichiarato colpevole, e si stimava per lui una pena fra i 20 e i 40 anni; tuttavia, egli morì d'infarto il 7 luglio, prima della condanna definitiva.
Il 22 agosto, Jeff Skilling viene condannato a 24 anni di reclusione, successivamente parzialmente ridotti.

## Influenza culturale
- Nel 2003 viene prodotto Lo scandalo Enron, che racconta la vicenda dal punto di vista di un suo ex dipendente, Brian Cruver, autore di un libro in merito.
- Al minuto 15:00 del settimo episodio della quattordicesima stagione de I Simpson, andato in onda negli Stati Uniti il 5 gennaio 2003, una della attrazioni del parco è l'"Enron's Ride of Broken Dreams", delle montagne russe che rappresenta il grafico del valore azionario della società.[4]
- Nel 2005 viene prodotto il documentario Enron: The Smartest Guys in the Room, diretto da Alex Gibney e candidato al premio Oscar al miglior documentario.
- Nel telefilm Mr. Robot la società fittizia E Corp ha un logo molto simile a quello della Enron.
- Il film Dick e Jane - Operazione Furto nei titoli di coda ringrazia Enron, insieme a WorldCom, Tyco e Adelphia, citando nomi dei personaggi coinvolti negli scandali che riguardano le società.[5][6]
- Nel film Superhero - Il più dotato fra i supereroi la società viene citata dal padre di Rick Riker prima di morire dicendo: "Tieni le azioni della Enron e vendi le azioni di quella società di nome Google, non ha futuro".